# کلاوس لهنرتس
کلاوس لهنرتس (آلمانی: Klaus Lehnertz؛ زادهٔ ۳ آوریل ۱۹۳۸) ورزشکار پرش با نیزه اهل آلمان بود.
وی در مسابقات کشوری و بین‌المللی در مجموع برندهٔ ۱ مدال نقره، ۲ مدال برنز شده‌است.